# Lamourouxia dasyantha
Lamourouxia dasyantha là loài thực vật có hoa thuộc họ Cỏ chổi. Loài này được (Cham. & Schltdl.) W.R. Ernst mô tả khoa học đầu tiên năm 1972.